# Ruaha Mbuyuni
Ruaha Mbuyuni ist ein Verwaltungsbezirk (englisch Ward) des Distrikts Kilolo in der tansanischen Region Iringa.

## Geografie
Ruaha Mbuyuni ist ein Bezirk auf dem südlichen Hochland von Tansania etwa 90 Kilometer ostnordöstlich der Regionshauptstadt Iringa. Die Grenze im Osten bildet der Fluss Ruaha, der in rund 600 Meter Seehöhe fließt. Die Berge erreichen Höhen bis zu 1800 Meter. Der Bezirk grenzt im Norden an den Distrikt Mpwapwa der Region Dodoma, im Nordosten an den Distrikt Kilosa, im Osten an den Distrikt Kilombero, die beide zur Region Morogoro gehören. Im Süden grenzt der Bezirk an den Udzungwa-Mountains-Nationalpark, im Südwesten an den Bezirk Udekwa und im Westen an Mahenge und Nyanzwa. Bei der Volkszählung 2022 lebten 19.543 Menschen in 5785 Haushalten auf einer Fläche von 1005 Quadratkilometern.

## Gliederung
Der Bezirk besteht aus vier Gemeinden (swahili Mtaa) mit 21 Orten (Kitongoji):
| Ruaha Mbuyuni - Mbuyuni - Kigamboni - Kidodi - Mikunguni - Ruaha Mjini - Gezaulole | Msosa - Mbinga - Uhindini - Madera - Mjengo | Ikula - Ikula - Isanga - Mkwajuni - Tindiga | Mtandika - Wafugaji - Sokoni - Kidika - Kichangani - Mhefu - Tupendane - Mgambalenga |

## Infrastruktur
- Bildung: Die Lukosi Secondary School ist eine staatliche weiterführende Schule, die Tages- und Internatsschüler bis zur 4. Stufe ausbildet.[7]
- Verkehr: Durch den Bezirk verläuft die asphaltierte Nationalstraße T1 von Iringa nach Morogoro.[8]